# 荒井昌一
荒井 昌一（あらい しょういち、1965年12月19日 - 2002年5月16日）は、プロレス団体「FMW」元代表取締役社長及び元リングアナウンサー。東京都足立区出身。

## 経歴
東京都立航空工業高等専門学校に通いながら、ボランティアサークルで障害者の介護に携わるうちに高専を3年で中退して福祉施設に就職。しかし介護のあり方に悩み離職して、1989年に大仁田厚が設立した直後のFMWに入社。プロレスは荒井が小学校時代から憧れる世界だったという。アマチュアバンドでボーカルだった荒井はFMWの旗揚げ当初からリングアナウンサーを務め、よく通る声と、コール時の独特のスタイルで人気を得た。その傍ら、関係子会社「FMWクリエイティブ」の取締役広報部長として、グッズや芸能活動のマネジメントも担当した。1995年には大仁田のプロレスラー引退に伴い、FMWの社長に就任。以後、2002年2月15日の倒産まで務めた。
FMW社長時代には、若手のハヤブサをエースに立て、大仁田時代のデスマッチ路線からエンターテイメント路線に軌道修正を行い、その流れで、自身もレスラーとして数回試合を行った。さらに1999年に入り、冬木弘道がコミッショナー兼現場責任者として実権を握ると、「悪のコミッショナー冬木と結託する『悪徳社長』」としてしばらく振る舞うが、元より「旧体制の粛清」を断行していた冬木から土壇場で裏切られる羽目となり、「重要人物の公開処刑」と称し、試合後にリング上で観客が見ている前で亀甲縛りにされたうえ、複数の選手から（あくまでもストーリーとして）顔面などに尿を浴びせられ全身ずぶ濡れにされたことさえあった。プロレスのギミックとはいえ、あまりに酷すぎる「公開処刑」にファン・マスコミも完全に引いてしまった。
団体の危機に対し選手やファンを鼓舞すべく、リング上で得意のギターを奏でながら「翼をください」を熱唱したこともあった。だが、3年間3億円の放映料契約を結んでいたCS放送ディレクTVの事業中止、エース・ハヤブサの負傷欠場、興行の不振などが重なり、1999年頃から団体の経営は悪化、以後はかさんだ支払いのため金策に奔走していった。消費者金融に始まり、商工ファンド（後のSFCG、2009年破産）・日栄（現日本保証）といった商工系ファンド、親族・知人からの借金の他、自動車金融、さらには街金（ヤミ金）と言われる無届けの高金利業者からも荒井個人の名義で約3,000万円の借金をした。さらに家の権利書まで持ち出そうとしたことで家庭は崩壊、両親も自己破産を余儀なくされた。しかし荒井の必死の金策も空しく、2002年2月14日・15日と立て続けに不渡りを出し、団体は倒産。最初の不渡りを出した2月14日には、その確定直前まで街金業者を回って、支払いの猶予を頼み込んでいたという。
その後、業者の取り立てから逃れるために身を潜めていたが、同年5月16日に葛飾区の水元公園で首を吊って自殺しているのが発見された。享年36。負債を苦にしての自殺とみられる。その死は、下り坂だった2000年代初頭のプロレス業界に大きな衝撃を与えた。
なお、倒産から自殺までの間に、FMWの社長時代を綴った著書『倒産!FMW カリスマ・インディー・プロレスはこうして潰滅した』を遺している。同書では大仁田を始めターザン後藤・ハヤブサ・工藤めぐみといった当時の人気選手の裏側や、団体の経営・運営に係る厳しい経験談までを書き記し、ファンや関係者に衝撃を与えた。
同書の発売直前、パブリシティも兼ねる形で写真週刊誌「フライデー」に、自身の隠遁生活を報じた記事が掲載された。部屋のテレビ画面に映し出された大仁田のパフォーマンスを見つめる（掲載当時の）現在の姿と、「（社長就任から倒産に至るまでは）今考えれば頑張り過ぎたんです」などと語る様子を伝えたものだった。結果的にこれが、公に伝えられた自身の最後の消息となった。